# ول خاوری
ول خاوری یا ول بلایث (نام علمی: Phaiomys leucurus) نام یک گونه از تیره همسترهای دم‌کوتاه است.